# 인드라 앙아트하우르
인드라 앙아트하우르(네덜란드어: Indra Angad-Gaur, 1974년 10월 1일 ~ )는 네덜란드의 은퇴한 펜싱 선수로 주 종목은 플뢰레이다. 네덜란드 선수권 대회에서 11번 우승하였으며, 1991년부터 2010년까지 네덜란드 국가대표로 활동했다. 2008년 하계 올림픽에 네덜란드 국가대표로 참가했으며, 펜싱 월드컵에서 동메달 4개 획득했다. 은퇴 후에는 펜싱 심판으로 일하고 있다.